# Trolejbusy w Braszowie
Trolejbusy w Braszowie − system komunikacji trolejbusowej działający w rumuńskim mieście Braszów.

## Historia
Pierwszą linię trolejbusową nr 1 otwarto 1 maja 1959. Do obsługi linii zakupiono 18 trolejbusów. W 1960 otwarto linię trolejbusową Piața Prund − Tractorul. W 1961 na stanie przewoźnika było 47 trolejbusów. W 1967 zmodernizowano zajezdnię trolejbusową i od tej pory może ona pomieścić 120 trolejbusów. 1 stycznia 1980 w mieście było 190 trolejbusów, a długość linii wynosiła 136 km. W latach 80. XX w. zbudowano linię trolejbusową o długości 2,2 km w Bulevardul Griviței gdzie uruchomiono linię nr 16. 15 lipca 1986 otarto trasę trolejbusową w Valea Cetății o długości 4,5 km. W 1987 przewoźnik posiadał 209 trolejbusów, długość tras trolejbusowych wynosiła 76 km, a długość linii wynosiła 229,6 km.

## Linie
Obecnie w mieście istnieje 7 linii trolejbusowych:
| Numer linii | Trasa                                        | Długość |
| ----------- | -------------------------------------------- | ------- |
| 3           | VALEA CETATII - Grivitei - STAD. TINERETULUI | 13,9 km |
| 5B          | ROMAN S.A. - STADIONUL TINERETULUI           | 14 km   |
| 7           | ROMAN S.A. - RULMENTUL                       | 15,8 km |
| 8           | RULMENTUL - SATURN                           | 14,0 km |
| 11          | TRIAJ - Bd. Garii - RULMENTUL                | 13,7 km |
| 30          | VALEA CETATII - RULMENTUL                    | 15,9 km |
| 33          | VALEA CETATII - ROMAN S.A.                   | 17,5 km |

## Tabor
Do obsługi sieci w mieście jest eksploatowanych 47 trolejbusów: 
- FBW 91GT − 15 trolejbusów
- Berliet ER100 − 12 trolejbusów
- Volvo B10MA-55 − 10 trolejbusów
- Gräf & Stift NGE152 − 7 trolejbusów
- Vetter SHO18 − 2 trolejbusy
- Volvo B10M − 1 trolejbus